# North Mymms
North Mymms est une paroisse civile et un village du Hertfordshire, en Angleterre.